# Трубецкой, Василий Сергеевич
Князь Васи́лий Серге́евич Трубецко́й (24 марта (4 апреля) 1776 — 10 (22) февраля 1841) — русский военачальник эпохи наполеоновских войн, генерал от кавалерии, генерал-адъютант. Сенатор (1826), член Государственного совета Российской империи (1835). Брат графини Екатерины Самойловой, муж курляндской принцессы Вильгельмины.

## Биография
Младший сын генерал-поручика князя Сергея Алексеевича Трубецкого (1731—1812), внучатого брата императрицы Елизаветы Петровны, от брака с княжной Еленой Васильевной Несвицкой (1744—1831), сестрой И. В. Несвицкого. Имя получил в честь деда, вице-адмирала Василия Несвицкого. По словам А. О. Смирновой, получил чисто французское образование и был большим любителем живописи.
В пять лет записан в лейб-гвардии Преображенский полк, через 3 года был переведён в Конную гвардию. Произведённый в 1793 году в корнеты, он начал действительную службу. Пожалован в камер-юнкеры 3 февраля 1796 года. Павел I отчислил его от полка (вместе с прочими камер-юнкерами) и в 1798 году пожаловал в действительные камергеры, а в 1800 году назначил членом Каммер-коллегии и произвёл в тайные советники. Александр I по вступлении на престол повелел ему по-прежнему отправлять должность камергера.
Осенью 1805 года Трубецкой решил поступить на военную службу, чтобы принять участие в войне с Наполеоном, и был определён, с чином поручика, в Мариупольский гусарский полк. Во время похода в Австрию он состоял адъютантом при генерале П. И. Багратионе и за Аустерлиц получил золотое оружие.
В 1806 году Трубецкой уже был флигель-адъютантом, полковником и эскадронным командиром Кавалергардского полка. Деятельное участие принял он и в следующей войне с Наполеоном, был во всех главных сражениях до Фридланда включительно и получил ордена Владимира 4-й ст. и 3-й ст. (за Пултуск и Вольфсдорф) и Георгия 4-й ст. и 3-й ст. (за Гутштадт и Гейльсберг), а за Прейсиш-Эйлау — чин генерал-майора и звание генерал-адъютанта. По окончании военных действий сопровождал Александра I на Тильзитский конгресс.
Командированный в 1809 году с высочайшим поручением к главнокомандующему армией, действовавшей против турок, князю Прозоровскому, он с успехом принял участие в военных действиях:

В русско-турецкую войну 1809—1810 за взятие крепости Кюстенджи удостоился ордена Св. Анны 1-й ст., а за занятие Рассевата — золотой шпаги с надписью «за храбрость», украшенной алмазами. Будучи окружён под Татарицей с тремя батальонами егерей, Трубецкой более часа отбивал все атаки в несколько раз превосходящих турок и продержался до подхода подкрепления.
Летом того же года вернулся в Петербург: командующий Н. М. Каменский выслал его из армии за критические отзывы о своём командовании.
В начале Отечественной войны Трубецкой находился при императоре в Вильне, где жил вместе с П. В. Кутузовым. Виленский полицеймейстер Вейс служил прежде под командою Кутузова, когда сей последний был обер-полицеймейстером в Петербурге. «Вейс пригласил однажды к себе на чай Кутузова и князя Трубецкого, который увидел прекрасную дочь хозяина, влюбился в неё, а потом с ней обвенчался».
По приказу императора Трубецкой повёз из Вильно в Москву «воззвание к первопрестольной столице» и манифест об ополчении. В 1813 году принимал участие во всех главных сражениях вплоть до взятия Парижа, командуя кавалерией в отряде Ф. Ф. Винцингероде, и 15 сентября был произведён в генерал-лейтенанты. В битве народов командовал гренадерским корпусом; в качестве награды получил золотую шпагу с алмазами.
После возвращения в Россию занимал ряд военно-административных синекур и выполнял дипломатические поручения императора. В 1814—1822 годах сопровождал его в поездках за границу, в том числе на конгрессы в Вене, Вероне и Ахене. В декабре 1825 года лично известил берлинский двор о восшествии на престол Николая I, в день коронации которого 22.08.1826 произведён в генералы от кавалерии. В следующем году ездил в Лондон поздравлять Вильгельма IV с восшествием на престол.
С началом новой войны с турками князь Трубецкой побывал на театре военных действий под Шумлой и Варной, однако скорее как наблюдатель. Во время холерной эпидемии 1831 года временно исполнял обязанности губернатора трёх частей Петербурга. За несколько лет до кончины возглавил «Комитет о разборе и призрении нищих» и стал заниматься общественной благотворительностью. При дворе он пользовался всеобщим уважением.
Умер от подагры 10 (22) февраля 1841 года; похоронен в церкви Сошествия Святого Духа Александро-Невской лавры.
- 01.01.1784 — произведен в сержанты Преображенского полка.
- 12.02.1784 — переведен вахмистром в л.-гв. Конный полк.
- 05.01.1793 — произведен в корнеты.
- 01.01.1796 — произведен в подпоручики.
- 03.02.1796 — пожалован в камер-юнкеры.
- 26.02.1798 — пожалован в действительные камергеры.
- 16.06.1800 — причислен к Герольдии.
- 19.06.1800 — назначен членом Коммерц-коллегии.
- 14.07.1800 — пожалован в тайные советники.
- 25.03.1801 — повелено отправлять должность при дворе Е. И. В.
- 05.01.1806 — переименован в майоры.
- 30.01.1806 — произведен в подполковники за отличие при Вишау.
- 01.06.1806 — пожалован во флигель-адъютанты.
- 13.09.1806 — произведен в полковники с переводом в Кавалергардский полк.
- 15.02.1807 — произведен в генерал-майоры за отличие при Прейсиш-Эйлау и пожалован в генерал-адъютанты.
- 14.09.1807 — награждён орденом Св. Георгия 4-го кл. в воздаяние отличного мужества и храбрости, оказанных в сражении 24 мая против французских войск, в коем, командуя бригадою из Старооскольского и Псковского мушкетерских полков, с неустрашимостью повел оную в атаку против неприятельского центра и тем принудил неприятеля отступить.
- 20.05.1808 — награждён орденом Св. Георгия 3-го кл. за то, что в сражении при Гейльсберге 29-го мая 1807 года, командуя порученною ему в авангарде частью, долго противостоял жестокому батальному неприятельскому огню и не допускал его подвинуться ни на один шаг; потом, долженствуя приблизиться к армии, медленно и в порядке совершил сие, удерживая большие неприятельские силы, всегда храбро и с твердостью.
- 1810 — награждён орденом Св. Владимира 2-й ст. «за отличие в сражении при селении Татарице».
- 15.09.1813 — произведен в генерал-лейтенанты за отличие при Люцене, Бауцене и Рейхенбахе с оставлением генерал-адъютантом.
- 22.08.1826 — произведен в генералы от кавалерии.
- 06.12.1826 — назначен присутствовать в Сенате.
- 29.09.1828 — награждён орденом Св. Александра Невского с алмазами «за усердие и ревность, оказанные во время нахождения при Е. И. В. в течение настоящей против Турок кампании».
- 30.03.1829 — назначен президентом комитета Общества Попечительности о тюрьмах и членом комитета об устройстве смирительных домов.
- 22.04.1834 — награждён орденом Св. Владимира 1-й ст. большого креста «за долговременную, всегда отлично-усердную и полезную службу и за неусыпную деятельность и ревностные труды, подъемлемые по носимому в продолжении 8 лет званию президента комитета Попечительности о тюрьмах общества».
- 06.12.1835 — назначен членом Государственного совета.

## Награды

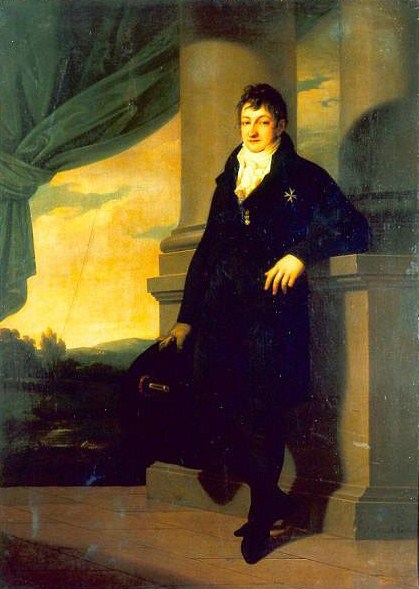
Князь Трубецкой до поступления на военную службу. По словам графини Фредро, при большом росте он отличался «редким безобразием»

Был награждён многими российскими и иностранными орденами:
российские
- Золотая шпага «За храбрость» (1806)
- Орден Святого Георгия 4-й ст.(№ 1818 (804); 14 сентября 1807)
- Орден Святого Георгия 3-й ст. (1808)
- Орден Святой Анны 1-й ст. (1809); алмазные знаки к ордену (1810)
- Золотая шпага с алмазами (1809)
- Орден Святого Владимира 2-й ст. (2 октября 1810)
- Золотая шпага с алмазами (1813)
- Орден святого Александра Невского (1826); алмазные знаки к ордену (1828)
- Орден Святого Владимира 1-й ст. (1834)
- Знак отличия за XXXV лет беспорочной службы (1834)

иностранные
- Прусский орден «Pour le Mérite» (5 июля 1807)[9]
- Прусский Орден Красного Орла (1807)[10]; бриллиантовые знаки к ордену (1818)
- Австрийский Орден Леопольда 1-й ст. (1813)
- Австрийский Военный орден Марии Терезии (1813)
- Баварский Военный орден Максимилиана Иосифа (1814)
- Французский Орден Святого Людовика (1815)
- Сардинский Орден Святых Маврикия и Лазаря 1-й ст. (1822)
- Иоанна Иерусалимского
- Орден Черного Орла с алмазами
- Кульмский крест

## Семья

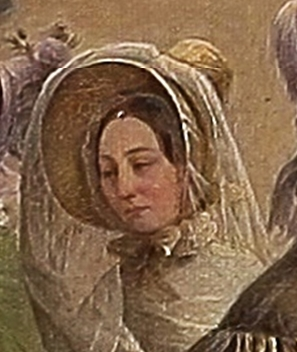
Софья Андреевна Трубецкая

Первая жена (с 1805 года) — Катерина-Фредерика-Вильгельмина Бирон (1781—1839), через год брак закончился разводом.
Вторая жена (с 1812 года) — Софья Андреевна (София Марианна) Вейс (25.10.1795—04.06.1848), дочь виленского начальника полиции Андрея Андреевича фон Вейса; её брат был женат на Ж. Фридрихс. Познакомилась с Трубецким во время его нахождения при императоре в Вильно, где на юную Вейс все военные «смотрели с восхищением» и одним из её поклонников был А. Н. Муравьев. Помолвка красавицы Вейс с князем Трубецким в июне 1812 года была встречена всеми с удивлением, так как никто не ожидал подобного союза. Пользовалась благосклонностью императрицы Александры Фёдоровны. С 1816 года кавалерственная дама ордена Св. Екатерины меньшего креста. «Что за роза Трубецкая, — восклицал князь П. А. Вяземский в 1819 году, — она умная, добрая и милая женщина и не тронута Петербургской гнилью, хотя и видно, что ветер Зимнего дворца веял на неё». По словам современницы, Софья Андреевна была «приятной особой, умной, красивой, с прелестным характером, с оживлённою беседою. Будучи матерью многочисленного семейства, она казалась даже красивее очаровательных детей, окружавших её». Умерла от рака в Царском Селе, похоронена рядом с мужем. В браке имела 5 сыновей и 6 дочерей:
- Александр Васильевич (1813—1889), генерал-майор, фаворит императрицы Александры Фёдоровны; она называла его «Бархатом».
- Сергей Васильевич (1815—1859), поручик, был секундантом на дуэли Лермонтова с Мартыновым, состоял членом «Кружка шестнадцати».
- Елена Васильевна (02.06.1816[15]—21.11.1831[16]), крестница императора Александра I и графини Е. В. Литте; несколько месяцев болела лихорадкой, которая перешла в воспаление легких, умерла к горести и удивлению родных, которые совсем не подозревали об опасности её болезни. Похоронена в Александро-Невской лавре.
- Мария Васильевна (1819—1895), фрейлина, известная красавица, в первом браке за флигель-адъютантом, полковником А. Г. Столыпиным, во втором — за генерал-адъютантом, генералом от кавалерии светлейшим князем С. М. Воронцовым.
- Ольга Васильевна (1820—1896), в первом браке за камергером М. А. Устиновым, во втором — за сыном чилийского президента Бланко-Денкалада.
- Андрей Васильевич (1822—1881), церемониймейстер, женат на Софье Николаевне Смирновой (1836—1884), дочери А. О. Смирновой-Россет.
- Софья Васильевна (1823—1893), замужем за церемониймейстером графом И. А. Рибопьером; у них сын Георгий.
- Владимир Васильевич (07.12.1825[17]—1904), крещен 9 декабря 1825 года в Казанском соборе при восприемстве графа С. Г. Строганова и графини С. А. Бобринской; женился в Берлине 20 июля 1856 года на дочери варшавского банкира Елизавете Маврикиевне Кониар (1834—1911), родной сестре губернатора Модеста Кониара.
- Александра Васильевна (12.12.1827—1905), крещена 27 декабря 1827 года в Казанском соборе, крестница Николая I[18]; в первом браке замужем за графом Фёдором Степановичем Апраксиным (1816—1858), во втором (с 03.05.1867; Париж)— за бароном Иосифом-Адольфом де Бошем, бельгийским посланником в Санкт-Петербурге.
- Вера Васильевна (28.02.1830[19]—20.02.1861), крещена 26 марта 1830 года в Казанском соборе при восприемстве императора Николая I и великой княжны Марии Николаевны; фрейлина, замужем с мая 1848 года за венгерским графом Анталом Эстергази (1820—1889). Скончалась после продолжительной болезни.
- Николай Васильевич (07.03.1831—24.09.1889), крестник императора Николая I[20], почётный мировой судья. Умер от порока сердца в Гессене, похоронен на русском кладбище в Висбадене[21].

Дети
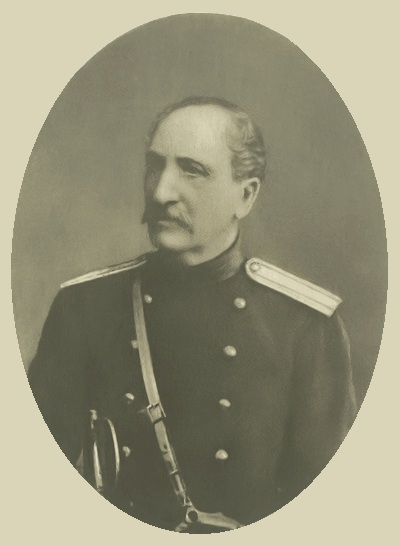
Александр
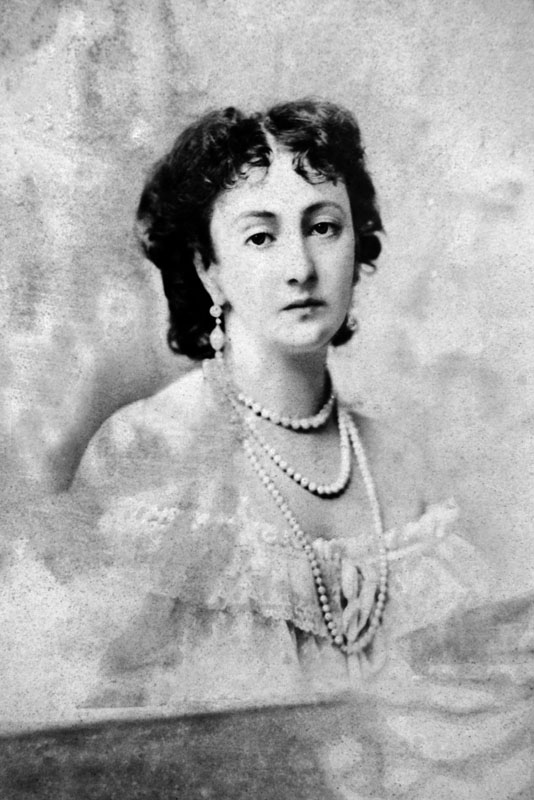
Мария
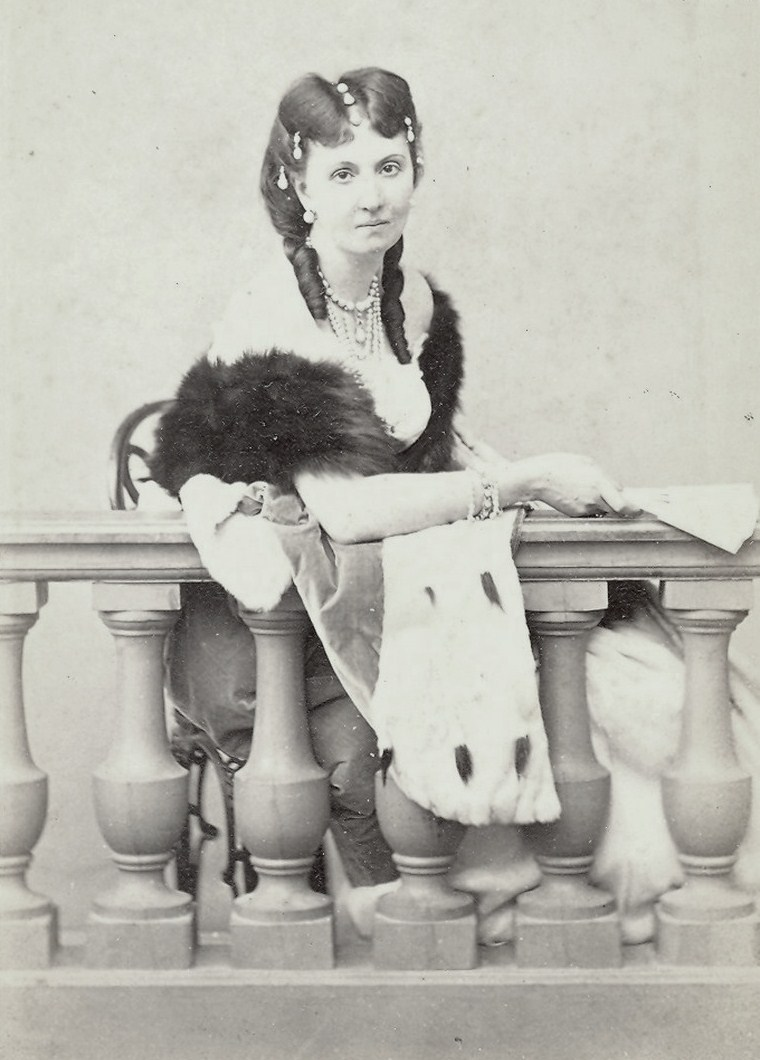
Ольга
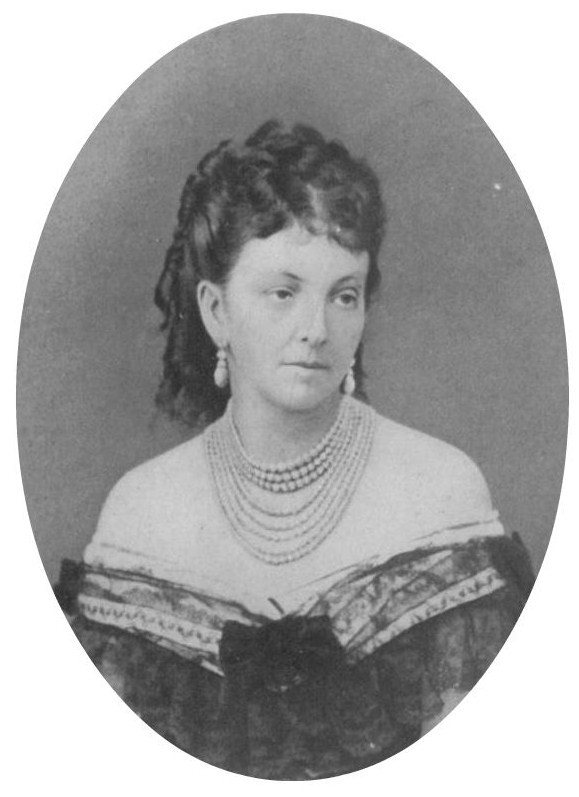
Софья
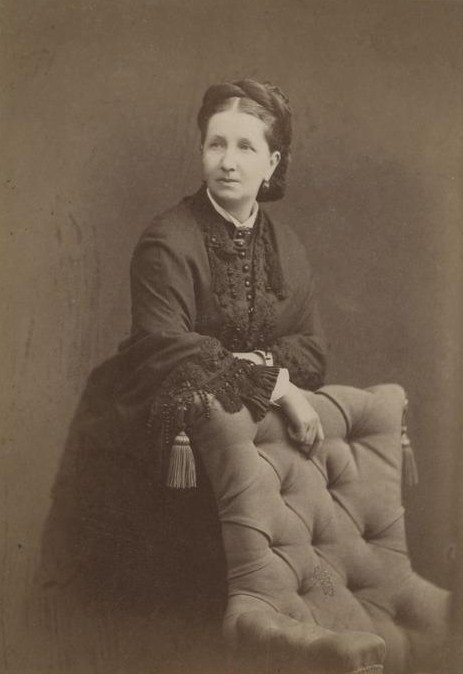
Александра
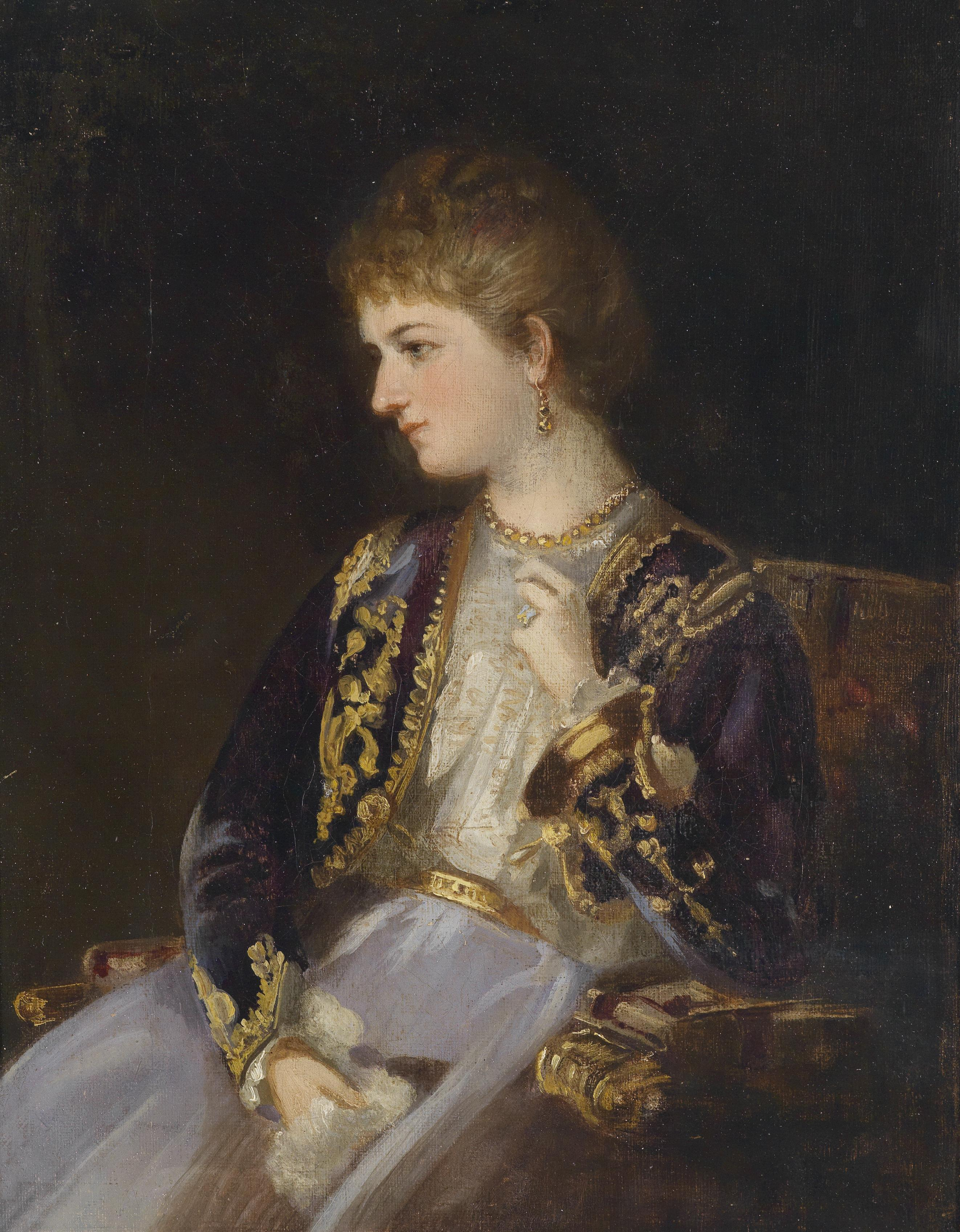
Вера